# Daigo Kobayashi
Daigo Kobayashi, född 19 februari 1983, är en japansk fotbollsspelare. Han är offensiv mittfältare och spelar sedan 2014 i den amerikanska klubben New England Revolution.
Han har tidigare spelat för Tokyo Verdy (2001-2005, 100 matcher, sju mål) och för Omiya Ardija (2006-2008, 98 matcher, 15 mål). Kobayashi har spelat en A-landskamp för Japan samt flera U20-landskamper.